# George Cloutier
George Cloutier (Pembroke, 16 luglio 1876 – Kenora, 20 aprile 1946) è stato un giocatore di lacrosse canadese, vincitore di una medaglia d'oro nel lacrosse maschile a squadre ai Giochi della III Olimpiade.

## Palmarès
In carriera ha conseguito i seguenti risultati:
- Giochi olimpici

Saint Louis 1904: oro nel lacrosse maschile a squadre.